# Exodus FC
El Exodus FC, llamado Kairi FM Exodus FC por razones de patrocinio, es un equipo de fútbol de Dominica que juega en el Campeonato de fútbol de Dominica, la primera división de fútbol en el país.

## Historia
Fue fundado en 2011 en la ciudad de St Joseph, aunque sus partidos de local los juega en la capital Roseau. En su primera temporada jugando en la segunda categoría, ganaron el título de su zona, por lo que lograron el ascenso al Campeonato de fútbol de Dominica al primer intento.
En la temporada 2014/15 lograron ganar su primer título nacional en tan solo tres temporadas en la máxima categoría, superando por cuatro puntos al Sagicor South East United en la tabla de posiciones.

## Palmarés
- Premiere League: 1

2014–15
- Dominican Division One: 1

2011–12

## Jugadores

### Jugadores destacados
- Markus Suli